# Рох (польская партия)

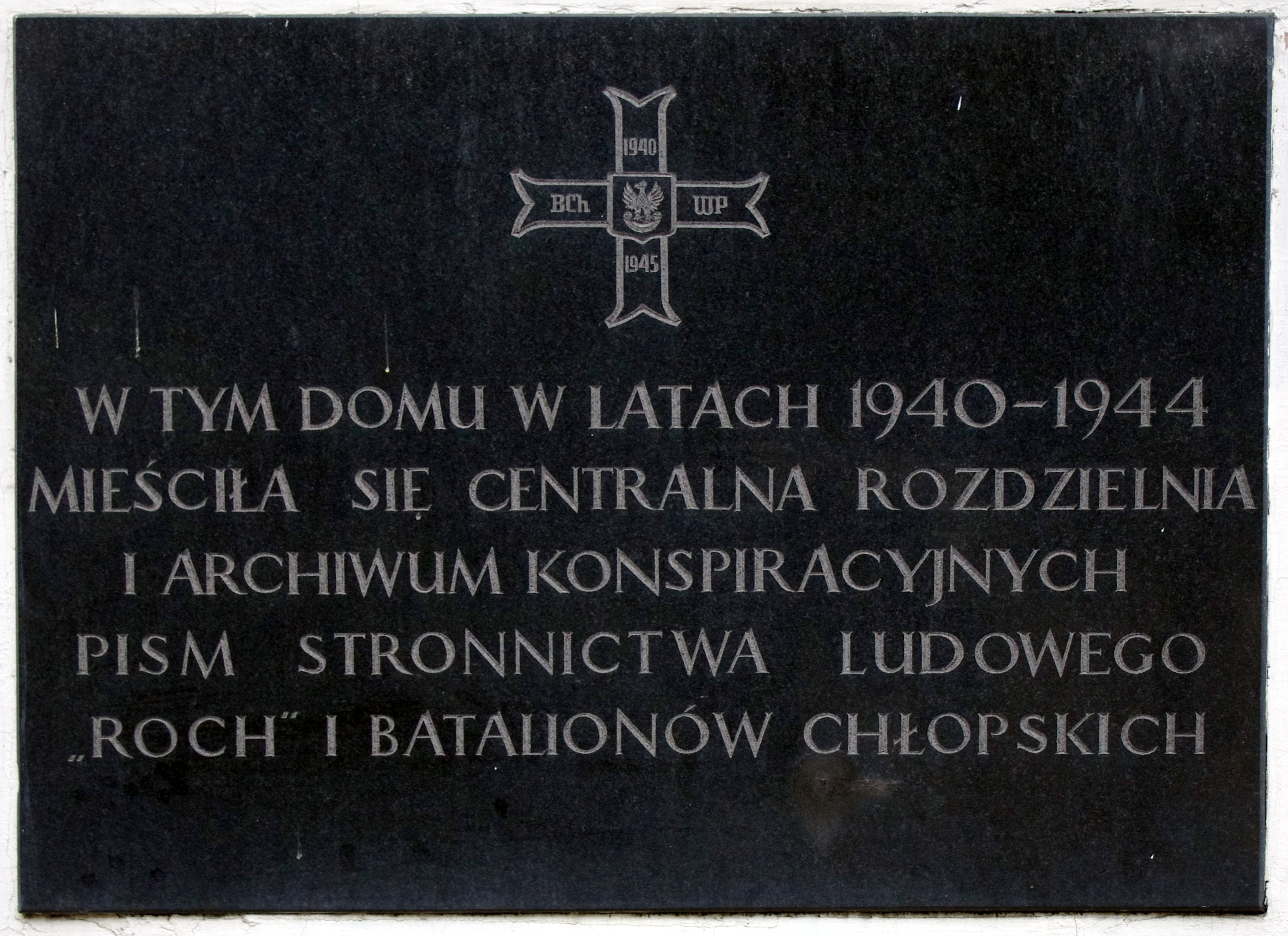
Мемориальная доска в память о распределительном центре и тайном архиве сочинений Народной партии «Рох» и крестьянских батальонов по адресу ул. О. Клопотовского 14 в Варшаве

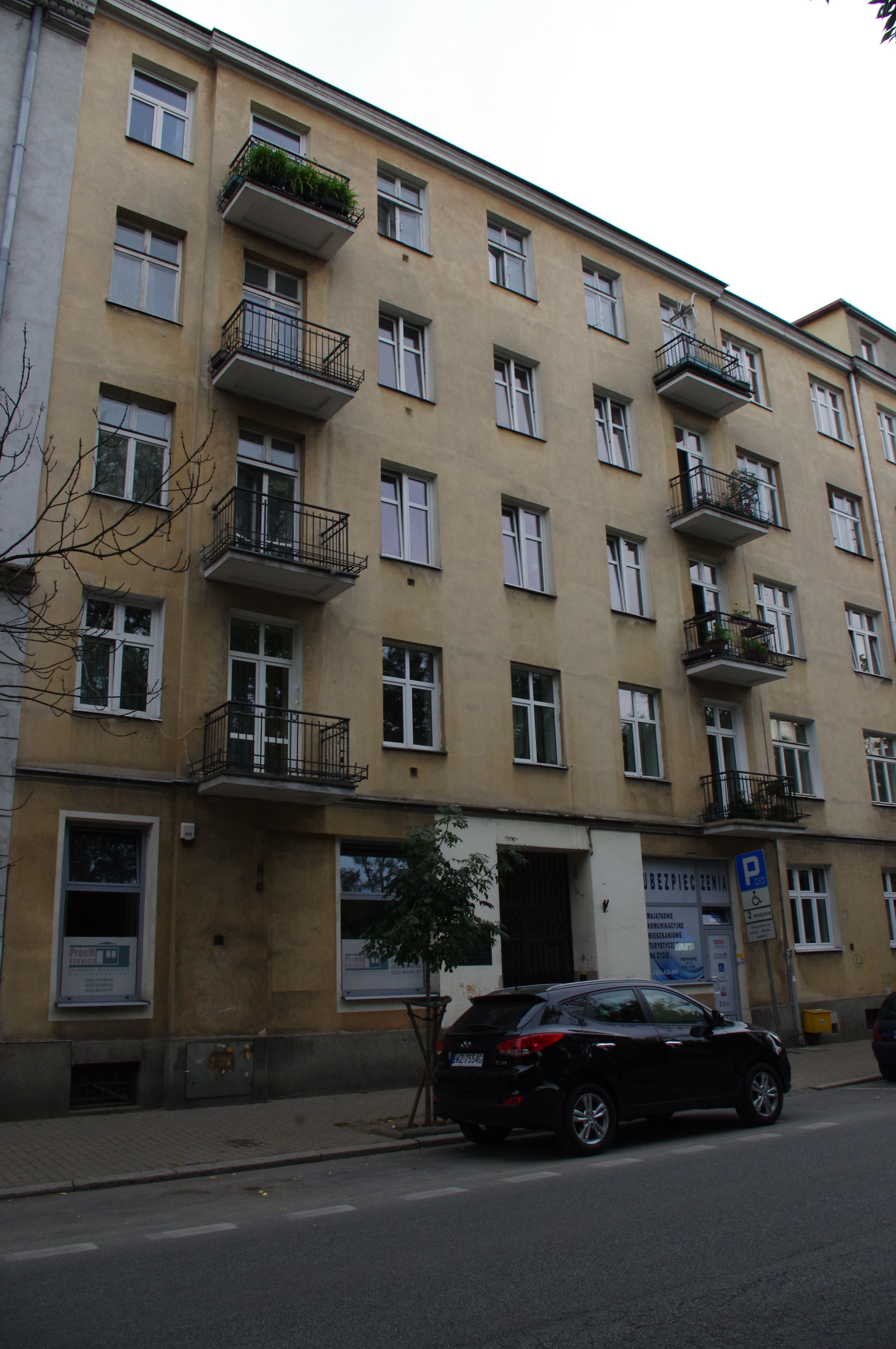
Многоквартирный дом по адресу ул. О. Клопотовского 14 в Варшаве, где во время войны располагались Распределительный пункт и Секретный архив сочинений Народной партии «Рох» и Крестьянских батальонов на ул. О. Клопотовского 14 в Варшаве

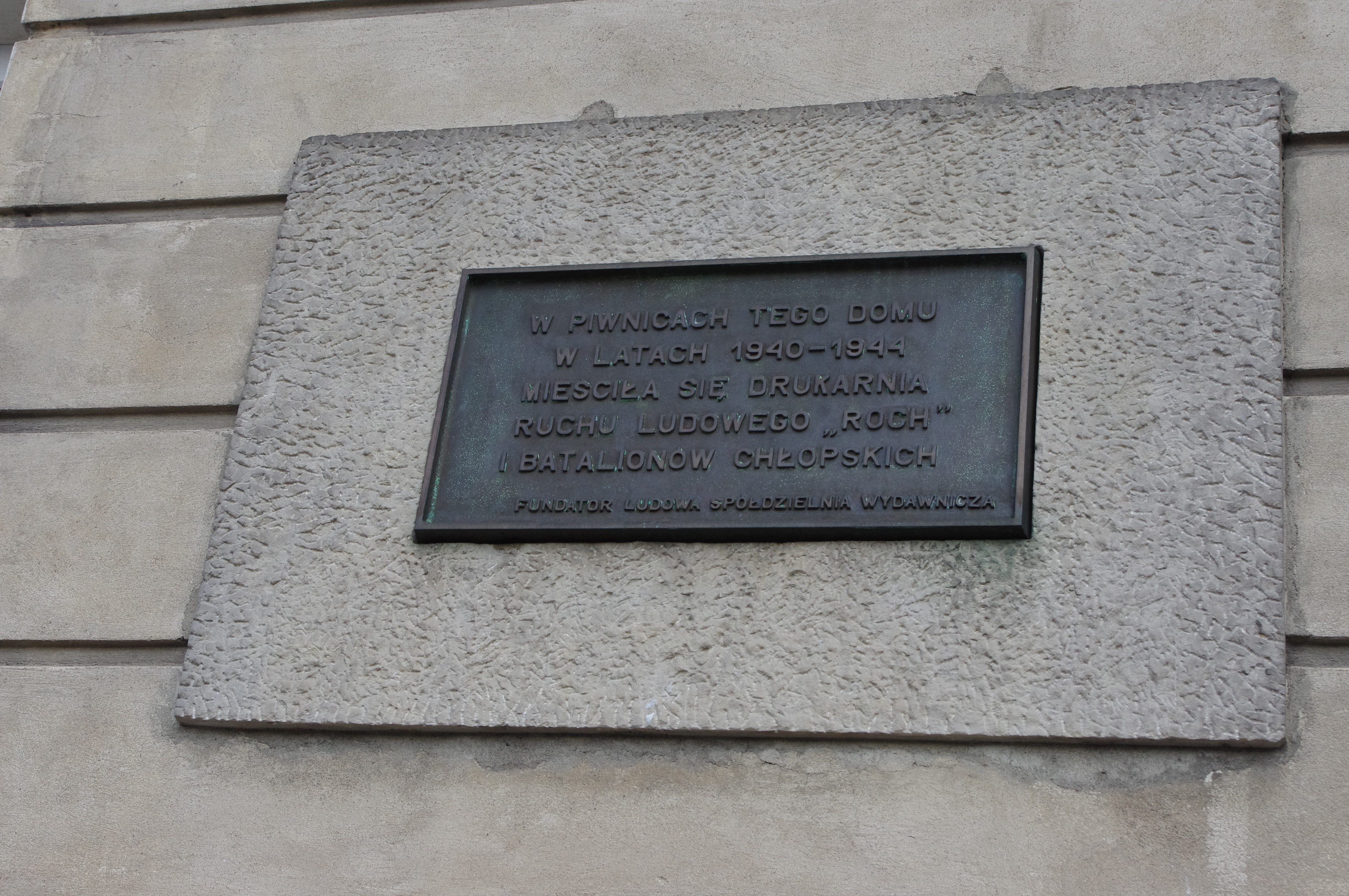
Мемориальная доска в память о типографии Народного движения «Рох» и Крестьянских батальонах на доходном доме по ул. Пекарская 5 в Варшаве

Народная партия «Рох» (Stronnictwo Ludowe „Roch”) — польская подпольная партия, созданной в 1940 году под эгидой Центрального руководства крестьянского движения.
Была создана в основном на базе довоенной Народной партии и Союза сельской молодежи Республики Польша «Вичи». Название является аббревиатурой названия «Движения крестьянского сопротивления» (пол. Ruch Oporu Chłopskiego).
Из соображений конспирации организация состояла из отдельных троек. Была также создана  вооруженная структура, первоначально называвшаяся Крестьянской гвардией под кодовым названием «Хлостра», в дальнейшем преобразованная в Крестьянские батальоны.
Политическая программа была продолжением программы Народной партии (аграризма) на основе христианская этика.
В 1943 году прокоммунистические активисты «Рохи» стали соучредителями Народной партии «Воля Люду», которая в 1944 году создала Народную партию. В 1945 году оставшиеся активисты «Роха» основали Польскую народную партию, в которую вступило большинство членов расколотой Народной партии.
Руководители «Роха», последовательно:
- Мачей Ратай (февраль–июнь 1940)
- Станислав Осецкий (июнь 1940–август 1944)
- Казимеж Багинский (октябрь–ноябрь 1944)
- Юзеф Нечко (ноябрь 1944–июль 1945)